# Ясиновка (Воронежская область)
Ясиновка — хутор в Ольховатском районе Воронежской области России.
Входит в состав Марьевского сельского поселения.

## Население
| 1859 | 1897 | 2010 |
| ---- | ---- | ---- |
| 469  | ↗646 | ↘207 |

## Улицы
- ул. Кольцовская,
- ул. Подгорная,
- ул. Пушкинская.

## История
Хутор основан в середине XVIII века на левом берегу реки Чёрная Калитва несколькими крестьянскими семьями. Прежнее название — Ясиновский.